# Gustave Dierkens
Gustave Eugène Dierkens (Gent, 1878 – aldaar, 1940) was een Belgisch kunstschilder en tekenaar.

## Levensloop
Hij was de zoon van Eugène Theodoor en studeerde aan de  Koninklijke Academie voor Schone Kunsten van Gent. Hij werd kunstschilder en leraar van beroep, gespecialiseerd in stadsgezichten, landschappen, stillevens, figuren, portretten en bloemen.
In 1901 nam hij deel aan de voorbereidende wedstrijd van de Prijs van Rome.
Hij schilderde ook de schilderijen met de kruisweg aan de westzijde van de kapel van het Heilige-Drievuldigheidscollege te Leuven (1935).